# Luca Vanni
Luca Vanni (* 4. Juni 1985 in Castel del Piano) ist ein italienischer Tennisspieler.

## Karriere
Luca Vanni spielt hauptsächlich auf der ATP Challenger Tour und der ITF Future Tour. Auf der Future Tour holte er sich bislang 16 Titel im Einzel und 14 Titel im Doppel. Bei den besser dotierten Challenger-Turnieren siegte er indessen einmal im Doppel. 2011 gewann er an der Seite von Stefano Ianni das Doppel in Todi gegen Martin Fischer und Alessandro Motti.
Im Januar 2015 spielte Vanni erstmals bei einem Turnier der ATP World Tour in Chennai, wo er nach erfolgreicher Qualifikation Ričardas Berankis unterlag.
Im Februar spielte er sich als Qualifikant ins Hauptfeld der Brasil Open 2015 in São Paulo. Nach einem Freilos in der ersten Runde erreichte er direkt das Endspiel. Für Vanni waren dies gleichzeitig seine ersten Siege im auf der World Tour. Er unterlag im Finale Pablo Cuevas in drei Sätzen. Dies war sein bislang größter Erfolg, an den er noch nicht anknüpfen konnte.

## Erfolge
| Legende (Anzahl der Siege)  |
| Grand Slam                  |
| ATP World Tour Finals       |
| ATP World Tour Masters 1000 |
| ATP World Tour 500          |
| ATP World Tour 250          |
| ATP Challenger Tour (6)     |

### Einzel

#### Turniersiege
| Nr. | Datum             | Turnier   | Belag       | Finalgegner            | Ergebnis        |
| --- | ----------------- | --------- | ----------- | ---------------------- | --------------- |
| 1.  | 15. August 2015   | Portorož  | Hartplatz   | Grega Žemlja           | 6:3, 7:66       |
| 2.  | 31. Juli 2016     | Segovia   | Hartplatz   | Illja Martschenko      | 6:4, 3:6, 6:3   |
| 3.  | 20. November 2016 | Brescia   | Teppich (i) | Laurynas Grigelis      | 6:75, 6:4, 7:68 |
| 4.  | 27. November 2016 | Andria    | Teppich (i) | Matteo Berrettini      | 5:7, 6:0, 6:3   |
| 5.  | 20. Mai 2018      | Samarqand | Sand        | Mario Vilella Martínez | 6:4, 6:4        |

#### Finalteilnahmen
| Nr. | Datum            | Turnier   | Belag    | Finalgegner  | Ergebnis       |
| --- | ---------------- | --------- | -------- | ------------ | -------------- |
| 1.  | 15. Februar 2015 | São Paulo | Sand (i) | Pablo Cuevas | 4:6, 6:3, 6:74 |

### Doppel

#### Turniersiege
| Nr. | Datum              | Turnier | Belag | Partner       | Finalgegner                     | Ergebnis         |
| --- | ------------------ | ------- | ----- | ------------- | ------------------------------- | ---------------- |
| 1.  | 18. September 2011 | Todi    | Sand  | Stefano Ianni | Martin Fischer Alessandro Motti | 6:4, 1:6, [11:9] |